# Schizosaccharomyces
Schizosaccharomyces är ett släkte av svampar. Schizosaccharomyces ingår i familjen Schizosaccharomycetaceae, ordningen Schizosaccharomycetales, klassen Schizosaccharomycetes, divisionen sporsäcksvampar och riket svampar.
| Schizosaccharomyces | \| \| Schizosaccharomyces octosporus \| \| \| \| \| \| Schizosaccharomyces pombe \| \| \| \| \| \| Schizosaccharomyces malidevorans \| \| \| \| |
|                     | \| \| Schizosaccharomyces octosporus \| \| \| \| \| \| Schizosaccharomyces pombe \| \| \| \| \| \| Schizosaccharomyces malidevorans \| \| \| \| |
|                     | Hasegawaea |
|                     | |
|                     | Schizosaccharomyces octosporus |
|                     | |
|                     | Schizosaccharomyces pombe |
|                     | |
|                     | Schizosaccharomyces malidevorans |
|                     | |

|  | Schizosaccharomyces octosporus   |
|  |                                  |
|  | Schizosaccharomyces pombe        |
|  |                                  |
|  | Schizosaccharomyces malidevorans |
|  |                                  |